# Algebra Boole’a

Diagram Hassego dla algebry Boole’a podzbiorów zbioru trójelementowego

Diagramy Venna dla operatorów algebry Boole’a

Algebra Boole’a – typ struktury algebraicznej, rodzaj algebry ogólnej definiowany aksjomatami. Uogólniają one właściwości typowych przykładów takich struktur z logiki matematycznej i teorii mnogości jak:
- dwuelementowa algebra wartości logicznych {0, 1} z działaniami koniunkcji, alternatywy i negacji;
- rodzina wszystkich podzbiorów ustalonego zbioru (zbiór potęgowy) wraz z działaniami na zbiorach jako operacjami algebry.

Teoria algebr Boole’a to dział matematyki z pogranicza algebry abstrakcyjnej, teorii porządku i logiki. Jest stosowana w różnych działach matematyki jak topologia, w informatyce teoretycznej i elektronice cyfrowej. Nazwa pochodzi od nazwiska George’a Boole’a.

## Definicja
Algebra Boole’a – struktura algebraiczna {\displaystyle \mathbb {B} :=(B,\cup ,\cap ,\sim ,0,1),} w której:
- {\displaystyle \cup } i {\displaystyle \cap } są działaniami dwuargumentowymi,
- {\displaystyle \sim } jest operacją jednoargumentową,
- 0 i 1 są wyróżnionymi różnymi elementami zbioru {\displaystyle B,}
- dla wszystkich {\displaystyle a,b,c\in B} spełnione są następujące warunki[1]:

| 1. | {\displaystyle a\cup (b\cup c)=(a\cup b)\cup c}         | {\displaystyle a\cap (b\cap c)=(a\cap b)\cap c}         | łączność     |
| 2. | {\displaystyle a\cup b=b\cup a}                         | {\displaystyle a\cap b=b\cap a}                         | przemienność |
| 3. | {\displaystyle a\cup (a\cap b)=a}                       | {\displaystyle a\cap (a\cup b)=a}                       | absorpcja    |
| 4. | {\displaystyle a\cup (b\cap c)=(a\cup b)\cap (a\cup c)} | {\displaystyle a\cap (b\cup c)=(a\cap b)\cup (a\cap c)} | rozdzielność |
| 5. | {\displaystyle a\;\cup \sim a=1}                        | {\displaystyle a\;\cap \sim a=0}                        | pochłanianie |

### Oznaczenia
| Suma                  | Iloczyn                | Negacja                         |
| --------------------- | ---------------------- | ------------------------------- |
| {\displaystyle \cup } | {\displaystyle \cap }  | {\displaystyle \sim }           |
| {\displaystyle +}     | {\displaystyle \cdot } | {\displaystyle {\overline {a}}} |
| {\displaystyle +}     | {\displaystyle \cdot } | {\displaystyle -}               |
| {\displaystyle \lor } | {\displaystyle \land } | {\displaystyle \lnot }          |
| {\displaystyle \|}    | {\displaystyle \&}     | {\displaystyle !}               |
| {\displaystyle OR}    | {\displaystyle AND}    | {\displaystyle NOT}             |

Istnieją co najmniej trzy różne, szeroko rozpowszechnione tradycje oznaczeń w teorii algebr Boole’a. W definicji sformułowanej powyżej użyto symboli {\displaystyle \cup ,\cap ,\sim ,} ale w częstym użyciu są również {\displaystyle +,\cdot ,-} oraz {\displaystyle \lor ,\land ,\lnot .} Symbole oznaczające operacje dwuczłonowe algebry Boole’a są prawie zawsze wprowadzane przez wybór jednej z par {\displaystyle (+,\cdot ),} {\displaystyle (\lor ,\land )} albo {\displaystyle (\cup ,\cap ).} W oznaczeniach operacji jednoargumentowej algebry istnieje mniejsza konsekwencja i można się spotkać zarówno z symbolami {\displaystyle +,\cdot ,\sim ,} jak i {\displaystyle \lor ,\land ,{}'.}
System oznaczeń przedstawiony powyżej (i dalej przyjmowany w tym artykule) jest używany, między innymi, w podręczniku Heleny Rasiowej.
W badaniach teoriomnogościowych aspektów algebr Boole’a przeważa tradycja używania oznaczeń {\displaystyle (+,\cdot ,-)}. Ten sam system został też wybrany za wiodący przez redaktorów monografii Handbook of Boolean Algebras.
Z kolei symbole {\displaystyle \wedge ,\vee } zgodne z oznaczeniami w teorii krat są częściej używane w kontekstach algebraicznych (i teoriokratowych).
Spotykane są też inne kombinacje tychże symboli lub wręcz inne symbole (na przykład & w miejsce {\displaystyle \cap ,} lub {\displaystyle a'} zamiast {\displaystyle \sim a}). W elektronice i informatyce często stosuje się OR, AND oraz NOT w miejsce {\displaystyle \cup ,} {\displaystyle \cap } oraz {\displaystyle \sim .} W języku C oraz w językach nim inspirowanych używa się odpowiednio symboli: |, &, !.

### Minimalna aksjomatyzacja
Powyższa (tradycyjna) definicja algebry Boole’a nie jest minimalna, np.:
- nie jest konieczne wprowadzanie w niej symboli 0 i 1. Mogą one być konsekwencją aksjomatyki, a nie niezbędną dla niej definicją. 0 można zastąpić przez {\displaystyle \sim (x\cup (\sim x))} a 1 przez {\displaystyle (x\cup (\sim x));}
- dzięki prawom de Morgana można też z aksjomatyki wyeliminować działanie {\displaystyle \cap } lub {\displaystyle \cup ;}
- wszystkie działania można tak naprawdę zastąpić jednym – dysjunkcją (NAND) lub binegacją (NOR).

Istnieją równoważne, ale oszczędniejsze definicje algebry Boole’a. Przykładowy układ niezależnych aksjomatów to:
- {\displaystyle \cup } jest przemienne
- {\displaystyle \cup } jest łączne
- aksjomat Huntingtona: {\displaystyle \sim (\sim x\cup y)\;\cup \sim (\sim x\;\cup \sim y)=x.}

Inny taki układ to:
- {\displaystyle \cup } jest przemienne
- {\displaystyle \cup } jest łączne
- aksjomat Robbinsa: {\displaystyle \sim (\sim (x\cup y)\;\cup \sim (x\;\cup \sim y))=x}

Istnieją też systemy z jednym aksjomatem.

## Przykłady
Najprostsza algebra Boole’a ma tylko dwa elementy, 0 i 1, a operacje tej algebry są zdefiniowane przez następujące tabele działań:
| {\displaystyle \cdot } | 0 | 1 |
| ---------------------- | - | - |
| 0                      | 0 | 0 |
| 1                      | 0 | 1 |

| {\displaystyle +} | 0 | 1 |
| ----------------- | - | - |
| 0                 | 0 | 1 |
| 1                 | 1 | 1 |

| a | {\displaystyle \sim } a |
| - | ----------------------- |
| 0 | 1                       |
| 1 | 0                       |

Algebra ta stanowi podstawę elektroniki cyfrowej.
Jeśli {\displaystyle {\mathcal {F}}} jest ciałem podzbiorów zbioru {\displaystyle X,} to {\displaystyle ({\mathcal {F}},\cup ,\cap ,{}',\varnothing ,X)} jest algebrą Boole’a (gdzie {\displaystyle {}'} oznacza operację dopełnienia).
Niech {\displaystyle {\mathcal {Z}}} będzie zbiorem zdań w rachunku zdań. Niech {\displaystyle \equiv } będzie relacją dwuargumentową na zbiorze {\displaystyle {\mathcal {Z}}} określoną jako:
{\displaystyle \varphi \equiv \psi } wtedy i tylko wtedy, gdy {\displaystyle \varphi \Leftrightarrow \psi } jest tautologią rachunku zdań.
Można sprawdzić, że {\displaystyle \equiv } jest relacją równoważności na zbiorze {\displaystyle {\mathcal {Z}}.} Na zbiorze {\displaystyle X} wszystkich klas abstrakcji {\displaystyle [\varphi ]} relacji {\displaystyle \equiv } można wprowadzić operacje {\displaystyle \cup ,\cap ,\sim } przez następujące formuły:
{\displaystyle [\varphi ]\cup [\psi ]:=[\varphi \vee \psi ],}
{\displaystyle [\varphi ]\cap [\psi ]:=[\varphi \wedge \psi ],}
{\displaystyle \sim [\varphi ]:=[\neg \varphi ].}
W ten sposób otrzymuje się poprawnie zdefiniowane operacje na zbiorze {\displaystyle X} (tzn. wynik nie zależy od wyboru reprezentantów klas abstrakcji), a {\displaystyle (X,\cup ,\cap ,\sim ,[p\wedge \neg p],[p\vee \neg p])} jest algebrą Boole’a. Algebra ta jest nazywana algebrą Lindenbauma-Tarskiego.
Algebry Lindenbauma-Tarskiego rozważa się również dla języków pierwszego rzędu. Niech {\displaystyle \mathbf {Z} } będzie zbiorem zdań w ustalonym alfabecie {\displaystyle \tau } i niech {\displaystyle T\subseteq \mathbf {Z} } będzie niesprzeczną teorią w tym samym języku. Relację dwuargumentową {\displaystyle \equiv } na zbiorze {\displaystyle \mathbf {Z} } można wprowadzić przez określenie
{\displaystyle \varphi \equiv \psi } wtedy i tylko wtedy, gdy {\displaystyle T\vdash \varphi \Leftrightarrow \psi .}
Wówczas {\displaystyle \equiv } jest relacją równoważności na zbiorze {\displaystyle \mathbf {Z} .} Podobnie jak wcześniej:
{\displaystyle [\varphi ]\cup [\psi ]:=[\varphi \vee \psi ],}
{\displaystyle [\varphi ]\cap [\psi ]:=[\varphi \wedge \psi ],}
{\displaystyle \sim [\varphi ]:=[\neg \varphi ].}
Można pokazać, że {\displaystyle (\mathbf {Z} /\equiv ,\cup ,\cap ,\sim ,[\psi \wedge \neg \psi ]_{\equiv },[\psi \vee \neg \psi ]_{\equiv })} jest algebrą Boole’a.

## Własności
Niech {\displaystyle \mathbb {B} =(B,\cup ,\cap ,\sim ,0,1)} będzie algebrą Boole’a. Dla wszystkich {\displaystyle a,b\in B} zachodzi:
{\displaystyle a\cup a=a}
{\displaystyle a\cap a=a}
{\displaystyle a\cup 0=a}
{\displaystyle a\cap 1=a}

{\displaystyle a\cup 1=1}
{\displaystyle a\cap 0=0}

{\displaystyle \sim 0=1}
{\displaystyle \sim 1=0}
prawa De Morgana:
{\displaystyle \sim (a\cup b)=(\sim a)\cap (\sim b)}
{\displaystyle \sim (a\cap b)=(\sim a)\cup (\sim b)}
podwójne przeczenie:
{\displaystyle \sim (\sim a)=a}

### Uporządkowanie
W zbiorze {\displaystyle B} wprowadza się porządek boole’owski {\displaystyle \leqslant {:}}
{\displaystyle a\leqslant b} wtedy i tylko wtedy, gdy {\displaystyle a\cap b=a}
Tak zdefiniowana relacja {\displaystyle \leqslant } jest częściowym porządkiem na zbiorze {\displaystyle B.} Zbiór {\displaystyle B} z relacją ≤ jest kratą rozdzielną.

### Ideały, algebry ilorazowe i homomorfizmy
Niepusty zbiór {\displaystyle I\subseteq B} jest ideałem w algebrze {\displaystyle \mathbb {B} }, jeśli są spełnione następujące dwa warunki:
{\displaystyle {\big (}\forall a,b\in I{\big )}{\big (}a\cup b\in I{\big )},} oraz
{\displaystyle {\big (}\forall a\in B,b\in I{\big )}{\big (}(a\leqslant b)\ \Rightarrow \ (a\in I){\big )}.}
Każdy ideał zawiera element {\displaystyle 0.} Ideał, który nie zawiera elementu {\displaystyle 1,} nazywany jest ideałem właściwym. Jedynym niewłaściwym ideałem jest całe {\displaystyle B.}
Pojęciem dualnym jest pojęcie filtru: niepusty zbiór {\displaystyle F\subseteq B} jest filtrem w algebrze {\displaystyle \mathbb {B} ,} jeśli:
{\displaystyle {\big (}\forall a,b\in F{\big )}{\big (}a\cap b\in F{\big )}}
oraz
{\displaystyle {\big (}\forall a\in F,b\in B{\big )}{\big (}(a\leqslant b)\ \Rightarrow \ (b\in F){\big )}.}
Każdy filtr zawiera element {\displaystyle 1.} Filtr, który nie zawiera elementu {\displaystyle 0,} nazywany jest filtrem właściwym. Jedynym niewłaściwym filtrem jest całe {\displaystyle B.}
Niech {\displaystyle I\subseteq B} będzie właściwym ideałem w algebrze {\displaystyle \mathbb {B} .} Niech {\displaystyle \approx _{I}} będzie relacją dwuczłonową na {\displaystyle B} taką, że
{\displaystyle a\approx _{I}b} wtedy i tylko wtedy, gdy {\displaystyle (a\cap (\sim b))\cup (b\cap (\sim a))\in I.}
Wówczas {\displaystyle \approx _{I}} jest relacją równoważności na {\displaystyle B.} W zbiorze {\displaystyle B/\approx _{I}} klas abstrakcji tej relacji można zdefiniować działania {\displaystyle \vee ,\wedge ,\neg {:}}
{\displaystyle [a]\vee [b]:=[a\cup b],}
{\displaystyle [a]\wedge [b]:=[a\cap b],}
{\displaystyle \neg [a]:=[\sim a].}
Pokazuje się, że powyższe definicje są poprawne (tzn. wynik operacji nie zależy od wyboru reprezentantów z klas abstrakcji) oraz że {\displaystyle (B/_{\approx _{I}},\vee ,\wedge ,\neg ,[0],[1])} jest algebrą Boole’a. Algebra ta jest nazywana algebrą ilorazową i jest oznaczana przez {\displaystyle \mathbb {B} /I.}
Niech {\displaystyle \mathbb {B} ^{*}:=(B^{*},\cup ^{*}0,\cap ^{*},\sim ^{*},0^{*},1^{*})} będzie algebrą Boole’a i niech {\displaystyle h\colon B\to B^{*}} będzie funkcją odwzorowującą {\displaystyle B} w {\displaystyle B^{*}.} Mówimy, że funkcja {\displaystyle h} jest homomorfizmem algebr Boole’a, jeśli zachowuje ona działania w algebrze, tzn. dla wszystkich {\displaystyle a,b\in B} zachodzą trzy równości:
{\displaystyle h(a\cup b)=h(a)\cup ^{*}\;h(b),}
{\displaystyle h(a\cap b)=h(a)\cap ^{*}h(b),}
{\displaystyle h(\sim a)\;=\sim ^{*}h(a).}
Jeśli dodatkowo {\displaystyle h} jest funkcją wzajemnie jednoznaczną z {\displaystyle B} na {\displaystyle B^{*},} to funkcja {\displaystyle h} zwana jest izomorfizmem algebr Boole’a.
Jeśli {\displaystyle I} jest ideałem w algebrze {\displaystyle \mathbb {B} ,} to odwzorowanie {\displaystyle a\mapsto [a]_{\approx _{I}}\colon \mathbb {B} \to \mathbb {B} /I} jest homomorfizmem.
Jeśli {\displaystyle \mathbb {B} ^{*}:=(B^{*},\cup ^{*},\cap ^{*},\sim ^{*},0^{*},1^{*})} jest algebrą Boole’a oraz {\displaystyle h\colon B\to B^{*}} jest homomorfizmem na {\displaystyle B^{*},} to {\displaystyle h^{-1}(0^{*})} jest ideałem w algebrze {\displaystyle \mathbb {B} } a algebra ilorazowa {\displaystyle \mathbb {B} /h^{-1}(0^{*})} jest izomorficzna z {\displaystyle \mathbb {B} ^{*}.}

### Autodualność
Niech {\displaystyle \mathbb {C} =(B,\cap ,\cup ,\sim ,1,0)} (operacje {\displaystyle \cup } i {\displaystyle \cap } zostały zamienione rolami, podobnie jak stałe 0 i 1). Wtedy także {\displaystyle \mathbb {C} } jest algebrą Boole’a izomorficzną z wyjściową algebrą {\displaystyle \mathbb {B} .} Kanoniczny izomorfizm d tych dwóch algebr jest swoją własną odwrotnością (jest inwolucją zbioru B) i jest dany wzorem:
{\displaystyle d(x):={}\sim x}
dla dowolnego {\displaystyle x\in B.}

### Algebry wolne
Algebra Boole’a {\displaystyle \mathbb {B} } jest wolna, jeśli pewien zbiór {\displaystyle X\subseteq B} ma następującą własność:
dla każdej algebry Boole’a {\displaystyle \mathbb {B} ^{*}:=(B^{*},\cup ^{*},\cap ^{*},\sim ^{*},0^{*},1^{*})} i każdego odwzorowania {\displaystyle f\colon X\to B^{*}} istnieje dokładnie jeden homomorfizm {\displaystyle h\colon B\to B^{*}} z algebry {\displaystyle \mathbb {B} } w algebrę {\displaystyle \mathbb {B} ^{*},} przedłużający {\displaystyle f} (czyli taki, że {\displaystyle h\upharpoonright X=f}).
Zbiór {\displaystyle X\subseteq B} o własności opisanej powyżej jest nazywany zbiorem wolnych generatorów algebry {\displaystyle \mathbb {B} .} Jeśli moc zbioru {\displaystyle X} jest {\displaystyle \kappa ,} to mówimy, że {\displaystyle \mathbb {B} } jest wolną algebrą Boole’a z {\displaystyle \kappa } generatorami.
Skończona algebra Boole’a jest wolna wtedy i tylko wtedy, gdy ma ona {\displaystyle 2^{2^{n}}} elementów (dla {\displaystyle n=0,1,2,\dots }). Algebra mocy {\displaystyle 2^{2^{n}}} jest izomorficzna z ciałem wszystkich podzbiorów zbioru z {\displaystyle 2^{n}} elementami i jako taka ma {\displaystyle n} wolnych generatorów.
Nieskończona przeliczalna algebra Boole’a jest wolna wtedy i tylko wtedy, gdy jest bezatomowa, tzn. każdy niezerowy element algebry zawiera przynajmniej dwa różne niezerowe elementy algebry. W zapisie formalnym:
{\displaystyle (\forall b\in B\setminus \{0\})(\exists a\in B\setminus \{0\})(a\leqslant b\ \wedge \ a\neq b)}

### Zupełne algebry Boole’a

#### Działania nieskończone
Ponieważ w algebrze Boole’a istnieje porządek częściowy, to dla zbioru {\displaystyle A\subseteq B} można rozpatrywać jego kresy (które istnieją lub nie).
Jeśli dwuczłonowe operacje algebry Boole’a są oznaczane przez {\displaystyle \cap ,\cup } (tak jak w tym artykule), to kres górny zbioru {\displaystyle A} (gdy istnieje) jest oznaczany przez {\displaystyle \bigcup A,} a jego kres dolny (gdy istnieje) jest oznaczany przez {\displaystyle \bigcap A.} Jeśli natomiast symbolami dla tych operacji są {\displaystyle +,\cdot ,} to kresy oznaczane są przez {\displaystyle \sum A,} {\displaystyle \prod A.}
Dla zbioru pustego:
{\displaystyle \bigcup \varnothing =0} oraz {\displaystyle \bigcap \varnothing =1.}
Zakładając istnienie odpowiednich kresów, zachodzą wzory de Morgana:
{\displaystyle \sim \bigcup A=\bigcap \{\sim a:a\in A\}} oraz {\displaystyle \sim \bigcap A=\bigcup \{\sim a:a\in A\}.}
Ponadto jeśli {\displaystyle \varnothing \neq A\subseteq B,} to:
- {\displaystyle b=\bigcup A} wtedy i tylko wtedy, gdy

{\displaystyle (\forall a\in A)(a\leqslant b)} oraz
{\displaystyle {\big (}\forall c\leqslant b{\big )}{\big (}c\neq 0\Rightarrow (\exists a\in A)(a\cap c\neq 0){\big )},}
- {\displaystyle b=\bigcap A} wtedy i tylko wtedy, gdy

{\displaystyle (\forall a\in A)(b\leqslant a)} oraz
{\displaystyle {\big (}\forall c\neq 0{\big )}{\big (}c\cap b=0\Rightarrow (\exists a\in A)(c\cap (\sim a)\neq 0){\big )}.}

#### Zupełność
Następujące dwa stwierdzenia są równoważne dla algebry Boole’a {\displaystyle \mathbb {B} {:}}
- każdy podzbiór {\displaystyle \mathbb {B} } ma kres górny;
- każdy podzbiór {\displaystyle \mathbb {B} } ma kres dolny.

Algebry, w których każdy zbiór ma kres górny (tzn. takie dla których porządek boole’owski {\displaystyle \leqslant } jest zupełny), są nazywane zupełnymi algebrami Boole’a. Zupełne algebry Boole’a są szczególnie ważne w teorii forsingu; są one też przykładami krat zupełnych.
Niech {\displaystyle \kappa } będzie liczbą kardynalną, a {\displaystyle \mathbb {B} } będzie algebrą Boole’a. Powiemy, że algebra {\displaystyle \mathbb {B} } jest {\displaystyle \kappa }-zupełna, jeśli każdy zbiór {\displaystyle A\subseteq B} mocy mniejszej niż {\displaystyle \kappa } ma kres górny (tzn. {\displaystyle \bigcup A} istnieje ilekroć {\displaystyle 0<|A|<\kappa }). Równoważnie: algebra {\displaystyle \mathbb {B} } jest {\displaystyle \kappa }-zupełna wtedy i tylko wtedy, gdy każdy zbiór {\displaystyle A\subseteq B,} o mocy mniejszej niż {\displaystyle \kappa ,} ma kres dolny (tzn. {\displaystyle \bigcap A}). Algebry {\displaystyle \aleph _{1}}-zupełne są też nazywane algebrami {\displaystyle \sigma }-zupełnymi.
Jeśli {\displaystyle {\mathcal {B}}} jest {\displaystyle \sigma }-ciałem borelowskich podzbiorów prostej rzeczywistej (a więc jest to {\displaystyle \sigma }-zupełna algebra Boole’a) oraz {\displaystyle {\mathcal {K}},} jest rodziną wszystkich zbiorów {\displaystyle A\in {\mathcal {B}},} które są pierwszej kategorii, to {\displaystyle {\mathcal {K}}} jest ideałem w algebrze {\displaystyle {\mathcal {B}}} i algebra ilorazowa {\displaystyle {\mathcal {B}}/{\mathcal {K}}} jest zupełna. Podobnie dla rodziny {\displaystyle {\mathcal {L}}} wszystkich borelowskich zbiorów miary zero.

### Zbiory niezależne
Podzbiór {\displaystyle X} algebry Boole’a {\displaystyle \mathbb {B} } nazywany jest niezależnym, gdy dla dowolnych zbiorów skończonych {\displaystyle \{x_{1},\dots ,x_{n}\},\{y_{1},\dots ,y_{m}\}\subseteq X}
{\displaystyle x_{1}\cap x_{2}\cap \ldots \cap x_{n}\cap (\sim y_{1})\cap (\sim y_{2})\cap \ldots +(\sim y_{m})=0.}
Do klasycznych twierdzeń dotyczących zbiorów niezależnych w algebrach Boole’a należą:
- twierdzenie Balcara-Franka.
- twierdzenie Fichtenholza-Kantorowicza

### Funkcje kardynalne
W badaniach i opisach algebr Boole’a często używa się funkcji kardynalnych. Przykładami takich funkcji kardynalnych są następujące funkcje.
- Celularność {\displaystyle c(\mathbb {B} )} algebry Boole’a {\displaystyle \mathbb {B} } jest to supremum mocy antyłańcuchów w {\displaystyle \mathbb {B} .}
- Długość {\displaystyle \mathrm {length} (\mathbb {B} )} algebry Boole’a {\displaystyle \mathbb {B} } to

{\displaystyle \mathrm {length} (\mathbb {B} )=\sup {\big \{}|A|:A\subseteq \mathbb {B} } jest łańcuchem {\displaystyle {\big \}}}
- Głębokość {\displaystyle \mathrm {depth} (\mathbb {B} )} algebry Boole’a {\displaystyle \mathbb {B} } to

{\displaystyle \mathrm {depth} (\mathbb {B} )=\sup {\big \{}|A|:A\subseteq \mathbb {B} } jest dobrze uporządkowanym łańcuchem {\displaystyle {\big \}}.}
- Nieporównywalność {\displaystyle \mathrm {Inc} (\mathbb {B} )} algebry Boole’a {\displaystyle \mathbb {B} } to

{\displaystyle \mathrm {Inc} (\mathbb {B} )=\sup {\big \{}|A|:A\subseteq \mathbb {B} } oraz {\displaystyle {\big (}\forall a,b\in A{\big )}{\big (}a\neq b\ \Rightarrow \neg (a\leqslant b\ \vee \ b\leqslant a){\big )}{\big \}}.}
- Pseudo-ciężar {\displaystyle \pi (\mathbb {B} )} algebry Boole’a {\displaystyle \mathbb {B} } to

{\displaystyle \pi (\mathbb {B} )=\min {\big \{}|A|:A\subseteq \mathbb {B} \setminus \{0\}} oraz {\displaystyle {\big (}\forall b\in B\setminus \{0\}{\big )}{\big (}\exists a\in A{\big )}{\big (}a\leqslant b{\big )}{\big \}}.}

## Reprezentacja
Twierdzenie Stone’a o reprezentacji algebr Boole’a mówi, że każda algebra Boole’a jest izomorficzna z pewnym ciałem zbiorów (traktowanym jako algebra Boole’a). Dokładniej mówiąc, algebra Boole’a {\displaystyle \mathbb {B} } jest izomorficzna z ciałem otwarto-domkniętych podzbiorów przestrzeni ultrafiltrów na {\displaystyle \mathbb {B} ,} tzw. przestrzeni Stone’a algebry {\displaystyle \mathbb {B} .} Twierdzenie Stone’a nie może być udowodnione przy użyciu tylko aksjomatyki Zermela-Fraenkla – wymaga ono założenia pewnej formy aksjomatu wyboru (rozszerzalności ideałów w algebrach Boole’a do ideałów pierwszych).
Każda skończona algebra Boole’a jest izomorficzna z całym zbiorem potęgowym {\displaystyle (P(X),\cup ,\cap ,{}',\varnothing ,X)} dla pewnego {\displaystyle X.}

## Historia

### XIX wiek
Nazwa „algebra Boole’a” pochodzi od nazwiska George’a Boole’a (1815–1864), angielskiego matematyka samouka. Wprowadził on algebraiczne ujęcie logiki matematycznej w niewielkiej pracy The Mathematical Analysis of Logic (Matematyczna analiza logiki), opublikowanej w 1847 roku. W późniejszej książce The Laws of Thought (Prawa myśli), opublikowanej w 1854, Boole formułuje problem w bardziej dojrzały sposób, zauważając dualność operacji ∪ i ∩. Dalszy rozwój algebra Boole’a zawdzięcza Williamowi Jevonsowi i Charlesowi Peirce’owi, których prace opublikowane zostały w latach sześćdziesiątych XIX wieku. W 1890 w Vorlesungen (Wykłady) Ernsta Schrödera pojawia się pierwszy systematyczny wykład algebry Boole’a i krat rozdzielnych. Dokładniejsze badania algebr Boole’a podjął Alfred North Whitehead w wydanym w 1898 roku dziele Universal Algebra (Algebra ogólna).

### XX wiek
Algebra Boole’a jako aksjomatyczna struktura algebraiczna pojawiła się w 1904 roku w pracach Huntingtona. Garrett Birkhoff w Lattice Theory (1940) rozwinął teorię krat. W latach sześćdziesiątych Paul Cohen, Dana Scott i inni osiągnęli głębokie rezultaty w dziedzinie logiki matematycznej i aksjomatycznej teorii zbiorów, korzystając z metody forsingu osadzonej w teorii algebr Boole’a.

## Dalsze struktury związane z algebrami Boole’a
Uogólnieniem algebr Boole’a są algebry pseudoboolowskie, zwane też algebrami Heytinga, w których z aksjomatów usunięte jest prawo wyłączonego środka {\displaystyle a\;\cup \sim a=1.}
Rozpatrywane są też algebry Boole’a z dodatkowymi strukturami. Należą do nich:
- monadyczne algebry Boole’a z dodatkowym działaniem jednoargumentowym {\displaystyle \exists ,}
- topologiczne algebry Boole’a z dodatkowym operatorem wnętrza.